# 檜山義夫
檜山 義夫（桧山 義夫、ひやま よしお、1909年(明治42年)4月1日 - 1988年(昭和63年)7月21日）は、日本の水産学者。

## 人物・来歴
東京出身。父は檜山鉄三郎、祖父は檜山金平。東京帝国大学農学部卒。1948年（昭和23年）「硬骨魚の新生殖法」で東大農学博士。1949年（昭和24年）東大農学部教授。1969年（昭和44年）定年退官、名誉教授。魚類生態学、漁業学、水産資源学。核実験による水産生物の放射能汚染を調査した。釣りや外国旅行に関する著作、子供向けの著作もある。
1951年（昭和26年）4月6日には、皇居に招かれ科学委員会合に出席。昭和天皇及び出席した委員を前に水産学概論、漁労論を進講する。

## 著書
- 『魚の知識』羽田書店 生活科學新書、1944
- 『魚族の生態』生活社 日本叢書、1946
- 『魚とりと魚』光風館、ひかり文庫、1947
- 『魚類実験生態論』鳳文書林、1947
- 『魚と私たち』国民図書刊行会、1948
- 『魚の科学 未来の科学者へ』朝倉書店、1948
- 『魚の話』主婦之友社 うち中で読む科学の本、1948
- 『魚類実験生態論』鳳文書林、1948
- 『魚と私たち』川合清絵、国民図書刊行会 教室文庫、1949
- 『水産』三省堂出版 社会科文庫、1949
- 『水産学概論』朝日新聞社 朝日新講座、1950
- 『魚心釣心』文徳社、1952
- 『魚とりと魚』高橋国利絵、三十書房 少年少女科学の研究室、1953
- 『海の資源』三十書房 私たちの生活と産業、1954
- 『さかな』岩崎書店 少年の観察と実験文庫、1955
- 『水産と漁業』三省堂百科シリーズ、1956
- 『放射能問題』商工財務研究会 アルプス・シリーズ、1957
- 『きゅうりかっぱ』東洋文化協会、1959
- 『外国旅行 これだけは知っておくこと』雪華社、1962
- 『魚拓』東京大学出版会、1964
- 『四季の釣と魚』雪華社、1967
- 『新・外国旅行 ビザからチップまで』雪華社、1967
- 『釣りの科学』岩波新書、1969
- 『釣りと魚の四季』講談社、1977
- 『魚釣るこころ 釣りの評論』東京書籍、1982
- 『「釣り」を考える』つり人社、つり人ノベルズ 1996

### 共編著
- 『日本の魚 第1 (磯の魚)』岸浪百草居共著、創元社 原色図鑑シリーズ、1952
- 『釣 初心者から達人まで』編、朝日新聞社 アサヒ相談室、1955
- 『魚 魚拓に見る魚の四季』清水游谷共著、大日本雄弁会講談社、1956
- 『水産学集成』末広恭雄、大島泰雄共編、東京大学出版会、1957
- 『日本水産魚譜』安田富士郎共編、日本水産、1961
- 『カラー図鑑百科 魚類』編 世界文化社、1969
- 『日本産魚類大図鑑』安田富士郎共編、講談社、1971
- 『放射線影響の研究』編、東京大学出版会、1971
- 『中部西南太平洋有用有毒魚類図鑑』安田富士郎共著、講談社、1972
- 『水産生物と環境』清水誠共著、大日本図書、1974 環境科学ライブラリー

## 参考
- デジタル版日本人名大辞典